# Primo ministro e vice primo ministro dell'Irlanda del Nord
Il Primo ministro e il vice primo ministro (in inglese: First Minister and deputy First Minister of Northern Ireland, in irlandese: Céad Aire agus an Leas-Chéad Aire Tuaisceart Éireann) sono congiuntamente i capi dell'esecutivo dell'Irlanda del Nord.
Create dall'accordo del Venerdì Santo che ha posto fine ai problemi nel 1997, nonostante il prefisso "vice" le due posizioni hanno gli stessi poteri: uno proviene dai partiti unionisti e l'altro dai nazionalisti.

## Doveri e responsabilità
Il Primo ministro e il vice primo ministro hanno pari poteri e le loro decisioni vengono prese congiuntamente. Presiedono e coordinano il lavoro dell'esecutivo.
Ciascuno riceve uno stipendio annuo di £ 111.183, che include la loro indennità parlamentare.

## Elenco

### Primi ministri
| Ordine                                              | Primo ministro | Primo ministro | Primo ministro             | Mandato           | Mandato           | Partito |
| --------------------------------------------------- | -------------- | -------------- | -------------------------- | ----------------- | ----------------- | ------- |
| 1°                                                  |                |                | David Trimble              | 2 dicembre 1999   | 11 febbraio 2000  | UUP     |
| Sospensione delle istituzioni dell'Irlanda del Nord |                |                |                            |                   |                   |         |
| 1°                                                  |                |                | David Trimble              | 30 maggio 2000    | 30 giugno 2001    | UUP     |
|                                                     |                |                | Reg Empey (ad interim)     | 1º luglio 2001    | 6 novembre 2001   | UUP     |
| 1°                                                  |                |                | David Trimble              | 6 novembre 2001   | 14 ottobre 2002   | UUP     |
| Sospensione delle istituzioni dell'Irlanda del Nord |                |                |                            |                   |                   |         |
| 2°                                                  |                |                | Ian Paisley                | 8 maggio 2007     | 5 giugno 2008     | DUP     |
| 3°                                                  |                |                | Peter Robinson             | 5 giugno 2008     | 11 gennaio 2010   | DUP     |
|                                                     |                |                | Arlene Foster (ad interim) | 11 gennaio 2010   | 5 febbraio 2010   | DUP     |
| 3°                                                  |                |                | Peter Robinson             | 5 febbraio 2010   | 10 settembre 2015 | DUP     |
|                                                     |                |                | Arlene Foster (ad interim) | 10 settembre 2015 | 20 ottobre 2015   | DUP     |
| 3°                                                  |                |                | Peter Robinson             | 20 ottobre 2015   | 11 gennaio 2016   | DUP     |
| 4°                                                  |                |                | Arlene Foster              | 11 gennaio 2016   | 9 gennaio 2017    | DUP     |
| Sospensione delle istituzioni dell'Irlanda del Nord |                |                |                            |                   |                   |         |
| 5°                                                  |                |                | Arlene Foster              | 11 gennaio 2020   | 14 giugno 2021    | DUP     |
| 6°                                                  |                |                | Paul Givan                 | 17 giugno 2021    | 4 febbraio 2022   | DUP     |
| Sospensione delle istituzioni dell'Irlanda del Nord |                |                |                            |                   |                   |         |
| 7°                                                  |                |                | Michelle O'Neill           | 3 febbraio 2024   | in carica         | SF      |

### Vice primi ministri
| Ordine                                              | Vice primo ministro | Vice primo ministro | Vice primo ministro      | Mandato           | Mandato           | Partito |
| --------------------------------------------------- | ------------------- | ------------------- | ------------------------ | ----------------- | ----------------- | ------- |
| 1°                                                  |                     |                     | Seamus Mallon            | 2 dicembre 1999   | 11 febbraio 2000  | SDLP    |
| Sospensione delle istituzioni dell'Irlanda del Nord |                     |                     |                          |                   |                   |         |
| 1°                                                  |                     |                     | Seamus Mallon            | 30 maggio 2000    | 6 novembre 2001   | SDLP    |
| 2°                                                  |                     |                     | Mark Durkan              | 6 novembre 2001   | 14 ottobre 2002   | SDLP    |
| Sospensione delle istituzioni dell'Irlanda del Nord |                     |                     |                          |                   |                   |         |
| 3°                                                  |                     |                     | Martin McGuinness        | 8 maggio 2007     | 20 settembre 2011 | SF      |
|                                                     |                     |                     | John O'Dowd (ad interim) | 20 settembre 2011 | 31 ottobre 2011   | SF      |
| 3°                                                  |                     |                     | Martin McGuinness        | 31 ottobre 2011   | 9 gennaio 2017    | SF      |
| Sospensione delle istituzioni dell'Irlanda del Nord |                     |                     |                          |                   |                   |         |
| 4°                                                  |                     |                     | Michelle O'Neill         | 11 gennaio 2020   | 4 febbraio 2022   | SF      |
| Sospensione delle istituzioni dell'Irlanda del Nord |                     |                     |                          |                   |                   |         |
| 5°                                                  |                     |                     | Emma Little-Pengelly     | 3 febbraio 2024   | in carica         | DUP     |